# Jörg Schulze (Maler)
Jörg Schulze (* 29. April 1940 in Leipzig; † 24. Januar 1990 in Bonn) war ein deutscher Maler und Graphiker. Er war Gründungsmitglied der Bonner Künstlergruppe ZET. Er widmete sich vor allem der Zeichnung und der Radierung. Neben künstlerischen Arbeiten schuf er auch Städtegraphik, darunter mit vielen Motiven aus Berlin und Bonn.

## Leben
Bis zur Mittleren Reife wohnte Jörg Schulze in Leipzig und zog mit seiner Familie 1956 nach Köln. Er machte zunächst eine Papiermacherlehre bei der Firma Zanders in Bergisch Gladbach, besuchte von 1963 bis 1966 die Kölner Werkschulen (Professor Anton Will) und von 1967 bis 1970 die Hochschule für Bildende Künste (HfBK) in Berlin (Professor Hans Kuhn). Von 1971 bis 1990 lebte er als freischaffender Künstler in Bonn-Bad Godesberg. Freundschaften entstanden in Köln mit den Künstlern Friedrich Haupt, Jacques Hyan und Viktor Brings, in Berlin mit den Künstlern Alfred K. Dietmann, Alexander Bader, Janek Sylla, dem Fotografen Jörg P. Anders und dem Kulturschaffenden Andreas van Dühren. In Bonn war er vor allem mit den Künstlern der 1977 von ihm mitbegründeten Gruppe Zet (Adina Tuculescu, Joachim Szymczak, Fredi Rast, Wolfgang Benz, Michel Roncerel) sowie mit Lila Mookerjee, Petra Siering, Bernard Pawel Woschek und Wolfgang Überhorst befreundet. Ab 1971 war er mit der Diplom-Landwirtin und Journalistin Liesel Schulze-Meyer verheiratet.

## Ausstellungen (Auswahl)

### Einzelausstellungen
- 1978: Kurfürstliches Gärtnerhaus, Bonn
- 1982:	Kunstverein Brühl[2]
- 1982:	Steinwerk Schledehausen, Landkreis Osnabrück
- 1983:	Beethovenhalle Bonn
- 1983:	Galerie-Werkstatt, Gelsenkirchen-Buer
- 1989:	Kurfürstliches Gärtnerhaus, Bonn
- 2010:	„Jörg Schulze zum Siebzigsten: Zeit-Montagen 1965–1989“, Haus an der Redoute, Bonn

### Ausstellungsbeteiligungen
- 1968–1970: Freie Berliner Kunstausstellung
- 1974: „Bonner Künstler“, Rheinisches Landesmuseum, Bonn
- 1977 und 1990: Kunstverein Frechen
- 1977:	„Zeitgenössische Kunst im Deutschen Bundestag“, Bonn
- 1979–1987: Beteiligung an Ausstellungen und Aktionen der Gruppe ZET
- 1980:	„BBK und Gäste“, Orangerie Kassel
- 1982:	„Bonner Künstler aktuell“, Kunstmuseum Bonn
- 1982:	„Bonner Bilderbogen“, Kunstverein Bonn
- 1983:	„Gruppe Zet im Brunswiker Pavillon“, Kiel
- 1988:	Haus an der Redoute, Bonn (mit Burkhard Mohr)
- 1995:	„Der Rhein“, Rheinisches Landesmuseum, Bonn
- 2020:	„Geschenkt“, Rheinisches Landesmuseum, Bonn

## Kunst im öffentlichen Besitz
- Baustelle am Rhein, Bild im Bonner Stadthaus am Eingang zum Stadtarchiv
- Vier Bildtafeln im Ortszentrum Bonn-Dottendorf[3]
- Werke im Besitz des Kunstmuseums Bonn, des Rheinischen Landesmuseums Bonn, des Siebengebirgsmuseums Königswinter, des Stadtmuseums Bonn, des Berlin-Museums, des Deutschen Bundestages und der Kirchengemeinde in Holte, Kreis Osnabrück.